# Maurice-Marie-Matthieu Garrigou
Maurice-Marie-Matthieu Garrigou (21 de setembro de 1766 - 27 de setembro de 1852) foi um padre católico francês que fundou as Irmãs de Nossa Senhora da Compaixão. Ele serviu no sacerdócio durante a tumultuada Revolução Francesa.
O Papa Francisco aprovou sua vida de virtudes heróicas e concedeu-lhe o título de Venerável. Um milagre atribuído a ele está agora sob investigação para sua beatificação.

## Vida
Maurice-Marie-Matthieu Garrigou nasceu em 21 de setembro de 1766 na comuna de Château-Verdun, França. Ele nasceu para Jean-Baptiste Garrigou e Catherine Fauré. Sua mãe preocupou-se com a educação dos oito filhos. Garrigou tinha dez anos quando sua mãe morreu.
Aos dezoito anos continuou os estudos, mas decidiu tornar-se padre. Ele começou seus estudos para o sacerdócio em 1784. A Revolução Francesa começou no final da década. Ele foi ordenado ao sacerdócio em dezembro de 1790 e celebrou sua primeira missa na véspera de Natal. Ele disse daquela missa: “Senti que estava coberto com o precioso sangue de Jesus Cristo ”.
Garrigou passava longas horas na solidão e meditava diante do crucifixo de Cristo. Sua dor na cruz veio na forma da Revolução Francesa e suas consequências. À luz da revolução, ele estabeleceu como objetivo evangelizar a população como parte de sua missão pastoral de sacerdote. Ele fundou as Irmãs de Nossa Senhora da Compaixão em 1817.
Ele morreu em 1852 na França.

## Processo de beatificação
O processo de beatificação foi iniciado na França em 12 de março de 1954. A Congregação para as Causas dos Santos decretou a reabertura da causa em 6 de março de 2001 e a ratificação do processo local foi assinada em 22 de junho de 2001. Resultou na apresentação da Positio - documentação sobre sua vida de virtude heroica - em 2001.
O Papa Francisco declarou que realmente viveu uma vida de virtudes heroicas e concedeu-lhe o título de Venerável em 9 de dezembro de 2013.
Um milagre atribuído à sua intercessão foi investigado e ratificado em 2 de junho de 2007.